# Rudolf von Jhering
Rudolf von Jhering (křestní jméno psáno i Rudolph a příjmení Ihering, [ˈjeːrɪŋ]IPA; 22. srpna 1818, Aurich – 17. září 1892, Göttingen) byl německý právník a právní teoretik, který byl průkopníkem sociologického chápání práva a měl vliv především na německé soukromé právo.

## Život
Jhering pocházel z právnické rodiny, usazené ve Východním Frísku od roku 1522. Jeho rodiče byli Georg Albrecht Jhering z Aurichu (1779–1825) a Anna Maria Schwersová (1792–1861) z Leeru. Studoval v Heidelbergu, Göttingenu, Mnichově a od roku 1838 v Berlíně, kde také v roce 1842 získal doktorát. Byl třikrát ženatý. Jeho první manželkou byla Helene Hofmannová († 1848). Po její smrti se oženil s Idou Frölichovou (16. září 1826 – 3. září 1867), s níž měl pět dětí. Po její smrti se v létě 1869 oženil s vychovatelkou svých dětí ve Vídni Luisou Wildersovou (1840–1909). Jeho syn Hermann von Ihering (1850–1930) byl známý biolog.
Po profesorských místech v Basileji, Rostocku, Kielu a Gießenu přišel Jhering v roce 1868 do Vídně. Tam přednesl slavnou přednášku „Boj o právo“ („Der Kampf ums Recht“), která za dva roky dosáhla dvanáct vydání a byla přeložena do 26 jazyků. Říká v ní:
| „ | Životem práva je boj – boj národů, státní moci, tříd a jednotlivců. Ve skutečnosti má právo smysl jen jako projev konfliktů a je projevem snahy lidstva, aby samo sebe zkrotilo. Ale bohužel se právo snažilo násilí a bezpráví potírat prostředky, které jednou v rozumném světě budou považovány za podivné a zároveň ohavné. Neboť právo se ve skutečnosti nikdy nepokusilo konflikty ve společnosti vyřešit, ale jen zmírnit tím, že stanovilo pravidla, podle nichž se mají vybojovat. | “ |

Ve Vídni rakouský císař Jheringovi udělil dědičný šlechtický titul. V roce 1872 Jhering přijal profesuru v Göttingenu. Jeho nástupcem ve Vídni se stal Adolf Exner. Jhering zůstal v Göttingenu až do své smrti v roce 1892, když odmítl pozvání do Lipska a Heidelbergu.